# 傅里葉島
66°48′S 141°30′E / 66.800°S 141.500°E
傅里葉島（Fourier Island），是南極洲的島嶼，位於阿黛利地，處於穆斯角東北面1.4公里，在1951年由法國探險隊繪入地圖，現時由南極條約體系管理。